# Der Mann, der herrschen wollte
Der Mann, der herrschen wollte (Originaltitel: All the King’s Men) ist ein in Schwarzweiß gedrehter US-amerikanischer Film noir von Robert Rossen aus dem Jahr 1949. Der Film entstand nach dem Roman Das Spiel der Macht von Robert Penn Warren, der dafür den Pulitzer-Preis erhielt. 

## Handlung
Jack Burden ist Sohn einer reichen Familie, der sich nicht so recht entscheiden kann, welchen Beruf er ausüben möchte. Nach einem abgebrochenen Jurastudium arbeitet er als Journalist und wird von seinem Chefredakteur in die Provinz geschickt, um über den aufstrebenden Politiker Willie Stark zu schreiben, der als ehrlicher Mensch und Mann des Volkes wahrgenommen wird und damit gegen die Mächtigen der Gegend rebelliert. Stark ist eigentlich Farmer, jedoch sehr ehrgeizig. Tagsüber hält er politische Reden, in denen er verspricht, als Gouverneur in die öffentliche Infrastruktur zu investieren, nachts studiert er Jura. Doch sein politisches Geschick lässt zu wünschen übrig. 
Jack findet den Mann und seine Familie sympathisch und verfolgt seine Karriere auch weiterhin. Als eines Tages in einer Schule das Treppenhaus zusammenstürzt und mehrere Kinder sterben, wendet sich das Blatt für Stark, da er schon früh auf die marode öffentliche Infrastruktur hingewiesen hatte, während die Mächtigen dafür kein Interesse zeigten. Durch diesen Skandal und seine engagierten Reden wird er bei der Landbevölkerung immer populärer. Gleichzeitig wird kurz vor der Wahl deutlich, dass der derzeitige Gouverneur die Wahl gegen einen weiteren Kandidaten zu verlieren droht. Er beschließt daher, Stark mit ins Rennen zu schicken, um seinem Konkurrenten Stimmen abzunehmen, und gibt ihm seine Wahlhelferin Sadie Burke zur Seite. Stark verliert die Wahl knapp gegen den alten Gouverneur. Er erkennt, dass er keine Marionette für die Mächtigen sein darf, um seine Ziele zu erreichen.
Vier Jahre später ist er ein mächtiger Populist, dem der Wahlsieg nicht mehr zu nehmen ist. Als Gouverneur baut er dann nicht nur Straßen, Krankenhäuser und Schulen für das Volk, sondern bereichert sich auch an jedem seiner Projekte. Jack Burden und Sadie Burke sind zu seinen engsten Mitarbeitern geworden. Sadie empfindet für ihren Chef jedoch mehr als nur Loyalität und ist eifersüchtig wegen seiner diversen Affären. Willie Stark betrügt seine Ehefrau Lucy auch mit Anne Stanton, der langjährigen Freundin von Jack. Jack will dies zunächst nicht wahrhaben. Anne ist die Nichte des angesehenen Staatsanwaltes Stanton, eines Nachbarn der Familie Burden. Als Stanton aufgrund der Machenschaften Starks von seinem Amt zurücktritt und Oppositionsführer gegen Stark wird, beauftragt Stark Jack mit der Suche nach Verfehlungen in der Vergangenheit Stantons. Jack wird tatsächlich fündig, möchte jedoch die Entdeckung für sich behalten. Ausgerechnet Anne spielt Stark die Akten dennoch zu und treibt ihren Onkel damit in den Selbstmord. 
Zuvor hat Stark ihrem Bruder Adam angeboten, die Leitung eines modernen Krankenhauses zu übernehmen, das er bauen will. Adam will sich jedoch nicht korrumpieren lassen und schießt Gouverneur Stark im Gericht nieder, als Stark gerade einem Amtsenthebungsverfahren entgangen ist. Adam wird daraufhin von einem Leibwächter erschossen. Willie Stark stirbt ebenfalls an seinen Verletzungen, während er noch murmelt: „Die ganze Welt hätte Willie Stark sein können.“

## Hintergrund
Der Mann, der herrschen wollte orientierte sich wie Warrens Roman an der Biografie des amerikanischen Gouverneurs Huey Pierce Long (1893–1935). Robert Rossen produzierte den Film mit seiner eigenen Produktionsfirma für Columbia Pictures und besaß so die Freiheit, ausschließlich an Originalschauplätzen statt im Filmstudio zu drehen. Viele gedrehte Szenen wurden nicht in der finalen Fassung verwendet: Die Länge des herausgeschnittenen Materials betrug eine Stunde. Die Produktionskosten beliefen sich auf weniger als eine Million US-Dollar, aber trotz zahlreicher Auszeichnungen spielte der Film an der Kinokasse nur enttäuschende 2,4 Millionen US-Dollar ein. Seitens der amerikanischen politischen Linken wurde Rossen, der bis 1947 Mitglied der Kommunistischen Partei der USA war, kritisiert, weil er lediglich die Gefahren statt der Möglichkeiten einer politischen Massenbewegung aufgezeigt habe.
Am 8. November 1949 feierte Der Mann, der herrschen wollte in New York seine Premiere. Am 23. Juli 1951 startete der Film in den Kinos der BRD.
2006 erschien eine Neuverfilmung unter dem Titel Das Spiel der Macht von Steven Zaillian mit Sean Penn als Willie Stark.

## Kritiken
„Politisches Drama nach einem Roman, der sich den berüchtigten, 1935 erschossenen Gouverneur von Louisiana, Huey Long, zum Vorbild nimmt. Der aufrüttelnde Film ist wie eine zeitlos-aktuelle Reportage angelegt; ein überzeugend dargestelltes, eindrucksvolles Plädoyer gegen Diktatur und Terror.“

„Ein nicht ganz überzeugender Versuch der Anprangerung diktatorischen und demagogischen Machtmißbrauchs.“

## Auszeichnungen
Der Film lief 1950 im Wettbewerb der Internationalen Filmfestspiele von Venedig. Im selben Jahr wurde Der Mann, der herrschen wollte mit fünf Golden Globe Awards ausgezeichnet, darunter in den Kategorien Bester Film und Regie. Bei der Oscarverleihung 1950 erhielten Broderick Crawford als Bester Hauptdarsteller, Mercedes McCambridge als Beste Nebendarstellerin und Robert Rossen als Produzent für den Besten Film einen Oscar. 2001 erfolgte die Aufnahme in das National Film Registry.